# مونغيدورو
مونغيدورو (بالإيطالية: Monghidoro)‏ هي بلدية في مقاطعة بولونيا في إقليم إميليا رومانيا الإيطالي.

## السكان
في سنة 1861 بلغ عدد السكان 4٬626 نسمة، وتطور العدد ليصل في سنة 2011 لـ 3٬806 نسمة.
يظهر هذا المخطط البياني تطور النمو السكاني لـ مونغيدورو